# Ga Phố Vị
Ga Phố Vị là một nhà ga xe lửa tại xã Hòa Thắng, huyện Hữu Lũng, tỉnh Lạng Sơn. Nhà ga là một điểm của đường sắt Hà Nội - Đồng Đăng và nối với ga Voi Xô với ga Bắc Lệ.